# Výpalné
Výpalné byla platba, kterou se dobyté město či země mohly vykoupit, aby byly ušetřeny plenění.
V modernějším významu je to finanční částka vyplácená pravidelně nebo jednorázově mafii nebo jiné zločinecké organizaci za „ochranu“, tedy za to, že na dotyčného nebude útočit nebo jej jinak obtěžovat. Označení je odvozeno od toho, že podnik, jehož majitel odmítá platit výpalné, někdy býval vypálen.